# Harro Segeberg
Harro Segeberg (* 9. Juni 1942 in Hamburg-Bergedorf; † 30. Mai 2015) war ein deutscher Germanist.

## Leben

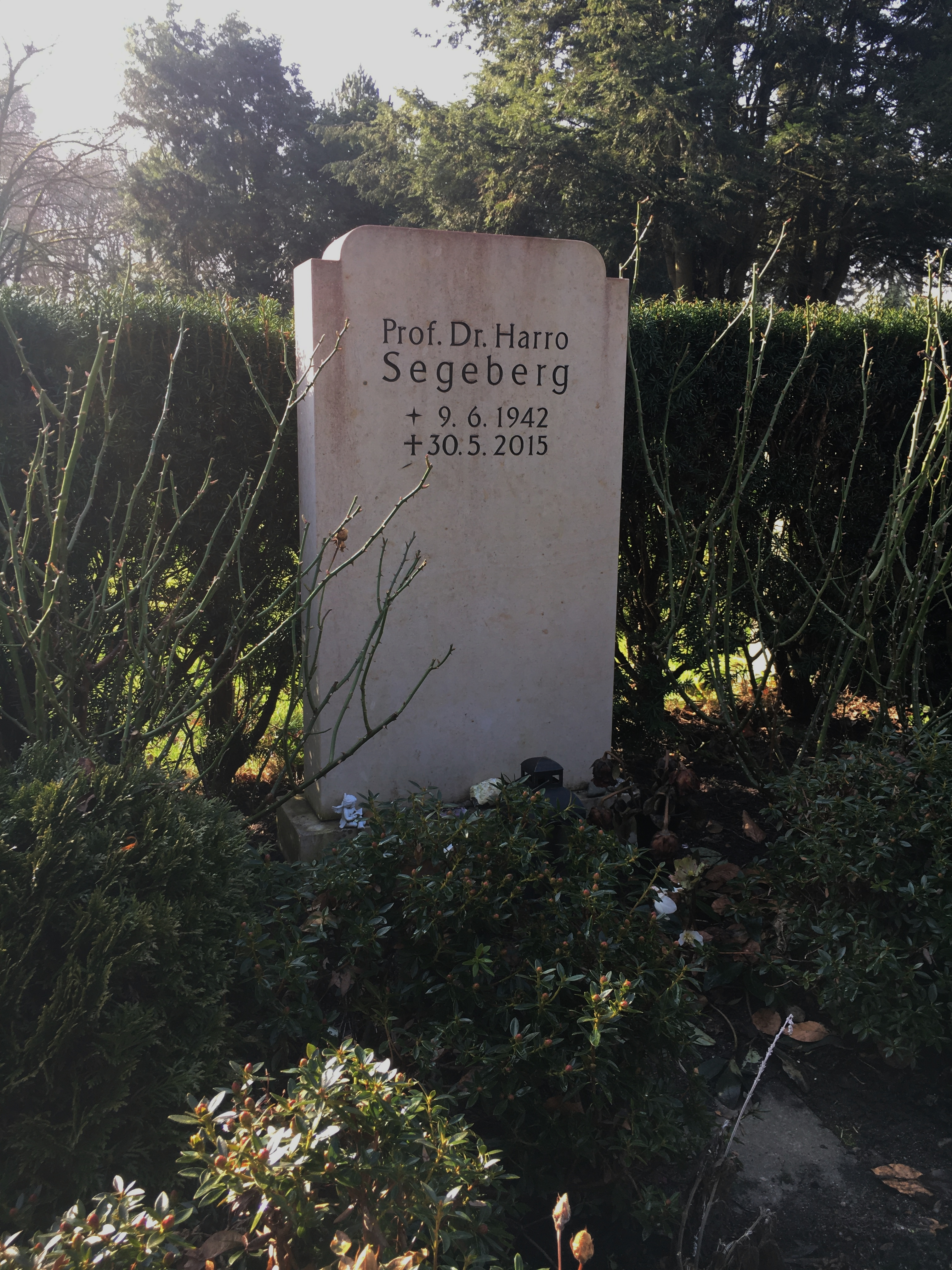
Grabstätte auf dem Friedhof Ohlsdorf

Segeberg studierte Germanistik, Geschichte, Philosophie und Pädagogik in Hamburg und Tübingen. Nach der Promotion 1973 in Hamburg und der Habilitation 1984 ebenda lehrte er dort von 1983 bis 2007 als Professor für Neuere deutsche Literatur. Er hatte Gastprofessuren an der Universität Michel de Montaigne Bordeaux III (1989/1990) und der Universität Graz (2000) und war Gastdozent am Northern Institute of Technology (TU Hamburg-Harburg). Er saß im Präsidium der Theodor-Storm-Gesellschaft (seit 1996) und im Vorstand der deutschen Gesellschaft für Medienwissenschaft (1999–2003 als 1. Vorsitzender; ab 2004 als Beisitzer).
Seine Forschungsschwerpunkte waren die Literatur des 18. und 19. Jahrhunderts (u. a. Spätaufklärung, Weimarer Klassik, Romantik, Poetischer Realismus), Arbeit und Technik in der Literatur seit der Aufklärung, Literatur und Medien seit der Aufklärung, Ernst Jünger, literarische Kinodebatten, Mediengeschichte des Films (Frühes Kino, Weimarer Republik, Drittes Reich, Fünfziger Jahre, Neuer deutscher Film) und Strategien der Intermedialität (Bertolt Brecht, Alfred Döblin u. a.).
Seine letzte Ruhestätte erhielt Harro Segeberg auf dem Friedhof Ohlsdorf. Sie liegt südlich von Kapelle 10 im Planquadrat K 30.

## Schriften (Auswahl)
- Friedrich Maximilian Klingers Romandichtung. Untersuchungen zum Roman der Spätaufklärung. Heidelberg 1974, ISBN 3-533-02316-8.
- Literarische Technik-Bilder. Studien zum Verhältnis von Technik- und Literaturgeschichte im 19. und frühen 20. Jahrhundert . Tübingen 1987, ISBN 3-484-35017-2.
- Literatur im technischen Zeitalter. Von der Frühzeit der deutschen Aufklärung bis zum Beginn des ersten Weltkriegs. Darmstadt 1997, ISBN 3-534-13173-8.
- Literatur im Medienzeitalter. Literatur, Technik und Medien seit 1914. Darmstadt 2003, ISBN 3-534-13174-6.
- »Durchfluss eines Filmkontinents«. Fallstudien zur Geschichte der NS-Medienmetropole Hamburg, unter Mitarbeit von Simon Klingler und anderen. edition text + kritik, München 2017, ISBN 978-3-86916-408-3.